# HMS Constance (1846)
Pour les autres navires du même nom, voir HMS Constance.
Le HMS Constance est une frégate de 4e rang de la Royal Navy.

## Construction
Le navire est conçu avec une coque en forme de V par William Symonds, il est l'une des dernières classes de frégates conçues par lui.

## Histoire
Lors de son voyage inaugural de l'Angleterre à Valparaíso, il contourne le cap Horn, son capitaine pour ce voyage est Baldwin Wake Walker. Pendant le voyage, il subit un ouragan au 62° sud.
En 1848, il devient le premier navire de la Royal Navy à être à Esquimalt comme base. En août 1848, son capitaine George William Courtenay conduit 250 marins de Fort Victoria pour tenter d'intimider les Indiens.
En 1859, il est impliqué dans le bombardement de Dwarka, au nord-ouest de l'Inde.
En 1862, il est converti en navire à propulsion à hélice à l'aide d'un moteur à vapeur composé conçu par Randolph & Elder. Il est le premier navire de la Royal Naval à être équipé de cette classe de moteurs et remporté une course contre deux frégates de Plymouth à Madère en 1865.
Son équipage et ses officiers sont mis en quarantaine à bord alors qu'ils sont à quai à Port Royal le 26 octobre 1867 lors d'une épidémie de fièvre jaune.